# Radiate (Enter Shikari)
Radiate è un singolo del gruppo musicale britannico Enter Shikari, pubblicato il 10 giugno 2013. È il secondo di una serie di tre singoli inediti pubblicati dalla band nel corso del 2013, poi raccolti nell'EP Rat Race.

## Descrizione
| Recensione               | Giudizio |
| ------------------------ | -------- |
| All Things Loud          |          |
| Alt-UK                   |          |
| SF Media                 |          |
| The Saturday Boy Reviews |          |

Il testo del brano, scritto dal cantante Rou Reynolds, parla delle restrizioni e dei blocchi imposti alla libertà di espressione e alla creatività nella civiltà moderna. Lo stesso Reynolds ha detto: 
Si presenta, similmente alle precedenti produzioni degli Enter Shikari, come un mix di post-hardcore, metal e musica elettronica, caratterizzato da potenti linee di batteria e chitarra e diversi breakdown dubstep, spezzati da un intermezzo in cui la voce melodica di Reynolds e le note di chitarra di Rory Clewlow fanno da padrone. Alcuni critici hanno paragonato il brano a un altro singolo della band, Thumper, definendo però Radiate più potente e con un testo più significativo.
Un remix del brano, ad opera della band stessa firmatasi con lo pseudonimo Shikari Sound System, è stato incluso nel successivo singolo Rat Race.

## Video musicale
Il video ufficiale del brano, pubblicato il 10 giugno 2013, è stato diretto da Daniel Broadley. Sin dall'inizio del videoclip i componenti della band rimangono immobili con i propri strumenti in un ambiente illuminato da luci soffuse ammanettati e con gli occhi coperti da barre di censura sino all'intermezzo melodico verso la metà del video, durante il quale il cantante Rou Reynolds, sempre ammanettato ma in ginocchio e da solo, canta il brano. Successivamente, con il riprendere del ritornello in crescendo, le immagini ritornano a inquadrare freneticamente gli Enter Shikari immobili sullo stage. Alla fine del video Reynolds ricompare in ginocchio al centro della scena.

## Tracce
Testi di Rou Reynolds, musiche degli Enter Shikari.
1. Radiate – 4:32

## Formazione
Enter Shikari
- Rou Reynolds – voce, tastiera, sintetizzatore, programmazione
- Rory Clewlow – chitarra, cori
- Chris Batten – basso, voce secondaria
- Rob Rolfe – batteria, percussioni, cori

Produzione
- Enter Shikari – produzione
- Dan Weller – produzione
- Tim Morris – ingegneria del suono
- Forrester Lavell – missaggio

## Classifiche
| Classifica (2013)          | Posizione massima |
| -------------------------- | ----------------- |
| Regno Unito                | 79                |
| Regno Unito (rock & metal) | 3                 |
| Regno Unito (independent)  | 9                 |